# Forough Abbasi
Forough Abbasi (pers. ‏فروغ عباسی‎; ur. 15 września 1993) – irańska narciarka alpejska, dwukrotna olimpijka.

## Osiągnięcia

### Igrzyska olimpijskie
| Miejsce | Dzień     | Rok  | Miejscowość | Konkurencja | Czas biegu  | Strata   | Zwyciężczyni     |
| ------- | --------- | ---- | ----------- | ----------- | ----------- | -------- | ---------------- |
| 48.     | 21 lutego | 2014 | Soczi       | Slalom      | 2:35,69 min | +51,15 s | Mikaela Shiffrin |
| 49.     | 16 lutego | 2018 | Pjongczang  | Slalom      | 2:04,06 min | +25,43 s | Frida Hansdotter |